# イミダゼニル
イミダゼニル（英：Imidazenil）はベンゾジアゼピン系に由来する実験的抗不安薬であり、ミダゾラム、フルマゼニル、ブレタゼニルなどの他のイミダゾベンゾジアゼピンに密接に関連する。
イミダゼニルは非常に強力なベンゾジアゼピン受容体のパーシャルアゴニストであり、抗てんかん薬や抗不安薬としての作用など、通常のベンゾジアゼピン系薬物に関連する作用の一部を発現するが、顕著な鎮静作用や薬物性健忘を示さない。実際、イミダゼニルはジアゼパムの鎮静作用を遮断するが、痙攣の閾値を下げず、現在においてベンゾジアゼピンの過剰摂取の治療に一般的に使用される受容体拮抗薬であるフルマゼニルよりも柔軟な解毒剤となる可能性がある。
イミダゼニルはヒトに使用するための商業的開発はまだ行われていないが、不安に対する安全かつ効果的な治療薬、強力だが鎮静作用のない抗てんかん薬であり、特にリン酸エステル神経剤による中毒の治療や統合失調症の新しい治療に有用である可能性が示唆されている。
ラットでは、イミダゼニルはジアゼパムやブレタゼニルなどの他のベンゾジアゼピン受容体アゴニストリガンドとは異なり、耐性や依存性が低いことが示されている。

## 薬物動態学
イミダゼニルは、GABAA受容体の種類に対して選択的に作用する。α1β2γ2Sにはパーシャルアゴニストとして、α5β2γ2Sにはフルアゴニストとして作用する。その作用は他の抗不安選択的ベンゾジアゼピンであるクロバザムと比較することができる。クロバザムの活性代謝物であるN-デスメチルクロバザムは、α1サブユニットを持つ受容体に対する親和性がα2を持つ受容体に対する親和性よりも低い。主観的作用、運動失調、鎮静作用はα1を含む受容体を介して、抗不安作用はα2、α3またはα5受容体を介して作用すると考えられている。